# 米国医師外科医協会
米国医師外科医協会（英: Association of American Physicians and Surgeons, AAPS）は、政治的に保守的な非営利団体であり、エイズの否定、中絶と乳ガンの仮説、同性愛が寿命を縮める、ワクチンと自閉症の関連付けなどの陰謀論や医学的誤報を拡散する。
1943年、政府による医療の国営化に反対するために設立された。著名なメンバーに共和党のロン・ポール、ランド・ポール、トム・プライスなどがいる。

## 概要
頻繁に政府の医学政策に反対の意を示している。アメリカの医療保険制度改革やその他の国民皆保険制度に反対しており、患者の治療には医師が全面的に独立した決断を許されるべきで、政府の規制や医療基準、また医療ミスに対する罰則を減らすべきであると考えている。メンバーは、メディケア、メディケイド、民間の保険会社と協力しないことを誓約する「独立宣言」に署名することが求められる。
1966年、ニューヨーク・タイムズ紙はAAPSを「極右......医学団体というよりむしろ政治経済団体」と評し、その指導者の何人かはジョン・バーチ協会のメンバーであると述べた。
2002年、AAPSのメンバーにはロン・ポール、ジョン・クックシー、ポール・ブロウンが含まれている。ロン・ポールの息子、ランド・ポールは上院議員に当選するまで20年以上メンバーだった。

## 政治的立場
AAPSは、政治的に保守または極右的であると認識されており、その立場はフリンジ的で、既存の連邦医療政策と矛盾することが多い。
事務局長はオレゴン科学医学研究所のメンバーで内科医のジェーン・オリエント。彼女は保守的な利益団体「イーグル・フォーラム」の支援者であり、政治献金者でもある。彼女は、政府によるワクチン接種義務は「個人の自由、自主性、親の決定への重大な介入」であると述べている。
同グループの政治行動委員会は、1994年以来、共和党のみに献金している。
2020年の大統領選挙の際、同団体の代表であるマリリン・シングルトンは、連邦選挙委員会が許可する最高額の寄付金をドナルド・トランプに寄付した。

### 人工妊娠中絶
AAPSは中絶に反対する立場から緊急避妊薬の店頭販売に反対している。また、中絶と乳がんの間に関連性があると主張している。

### 銃規制
AAPSは銃規制に反対し、アメリカ合衆国における拳銃の蔓延によって発生する暴力を公衆衛生上の問題として認識しない。代わりに、AAPSは、拳銃は命を救うと主張し、米国疾病予防管理センター（CDC）が後援する銃の研究は政治的な「クズ科学」であると述べた 。

## トンデモ理論

### バラク・オバマの催眠術
2008年のアメリカ合衆国大統領選挙に先立ち、AAPSは、当時の候補者であるバラク・オバマが催眠術を用いて聴衆を魅了していたと主張する記事を発表した。団体によるとオバマ氏のスピーチは、20世紀のアメリカの心理学者ミルトン・エリクソンの神経言語プログラミングに基づいて分析された。団体によると、オバマ氏によって「非常に遅いスピーチ、リズム、トーン、曖昧さ、視覚的イメージ、比喩、感情の高まり 」が使われ、「視覚的固定点」としてのオバマ氏のキャンペーンのロゴの「O」の使用されたという。 

### 「魔医者」としてのバラク・オバマ
2009年9月、フロリダ州セントピーターズバーグの脳神経外科医であり、その後フロリダAAPSの代表となるデイヴィッド・マクカリプは、バラク・オバマ大統領がエキゾチックな頭飾り、ふんどし、そして鼻に骨を刺した偽造写真を、魔医者であることの証拠だとしてメールで拡散していたことが批判を浴びた。

## 著名なメンバー
- ピーター・A・マッカロー：ベイラー大学医療センターの元循環器専門医で、COVID-19におけるヒドロキシクロロキン適応外薬の提唱者[26][27]
- ランド・ポール：アメリカ合衆国上院議員[6]
- ロン・ポール：アメリカ合衆国下院議員[28]
- トム・プライス：ドナルド・トランプ政権下の保健福祉長官[5]
- ウラジーミル・ゼレンコ：ウクライナ系アメリカ人医師
- Paul Driessen：弁護士、作家、気候変動否定論者[29]
- Madeline Cosman：医学弁護士、ニューヨーク市立大学シティ・カレッジ教授
- ジョン・クックシー：アメリカ合衆国下院議員
- シモン・ゴールド：医師、弁護士、活動家、「アメリカズ・フロントライン・ドクターズ」の創設者
- William Hurwitz：オピオイド処方で米国政府から有罪判決を受けた医師
- ステラ・イマニュエル：カメルーン系アメリカ人の医師、牧師[30]
- ジョー・マコーラ：アメリカの代替医療提唱者、反ワクチン誤報の提供者
- Art Robinson：生化学者、オレゴン州上院議員
- Andrew Schlafly：アメリカの弁護士、キリスト教保守活動家